# Watanabella montivagus
Watanabella montivagus är en insektsart som beskrevs av Baker 1924. Watanabella montivagus ingår i släktet Watanabella och familjen dvärgstritar. Inga underarter finns listade i Catalogue of Life.